# Madaraka Day
Der Madaraka Day ist einer der wichtigsten Feiertage im kenianischen Kalenderjahr.
Jedes Jahr am 1. Juni feiert man in Kenia die interne Selbstverwaltung (am 1. Juni 1963; vorher seit 1920 Kolonie des Vereinigten Königreichs); volle Selbständigkeit am 12. Dezember 1963.
Am 1. Juni 1963 wurde Jomo Kenyatta erster Ministerpräsident des Landes und am 12. Dezember 1964 der erste Präsident der am selben Tag gegründeten Republik (Jamhuri Day).
Madaraka bedeutet auf Kiswahili „Selbstverwaltung“ bzw. „Verantwortung“.